# Vani
Vani (grúz nyelven: ווירוה) nyugat-grúziai, az Imereti régióban fekvő város, a Sulori folyó (a Rioni mellékfolyója) mellett.

## Fekvése
Kutaiszi-tól, a regionális fővárostól 41 km-rel délnyugatra fekvő település.

## Története

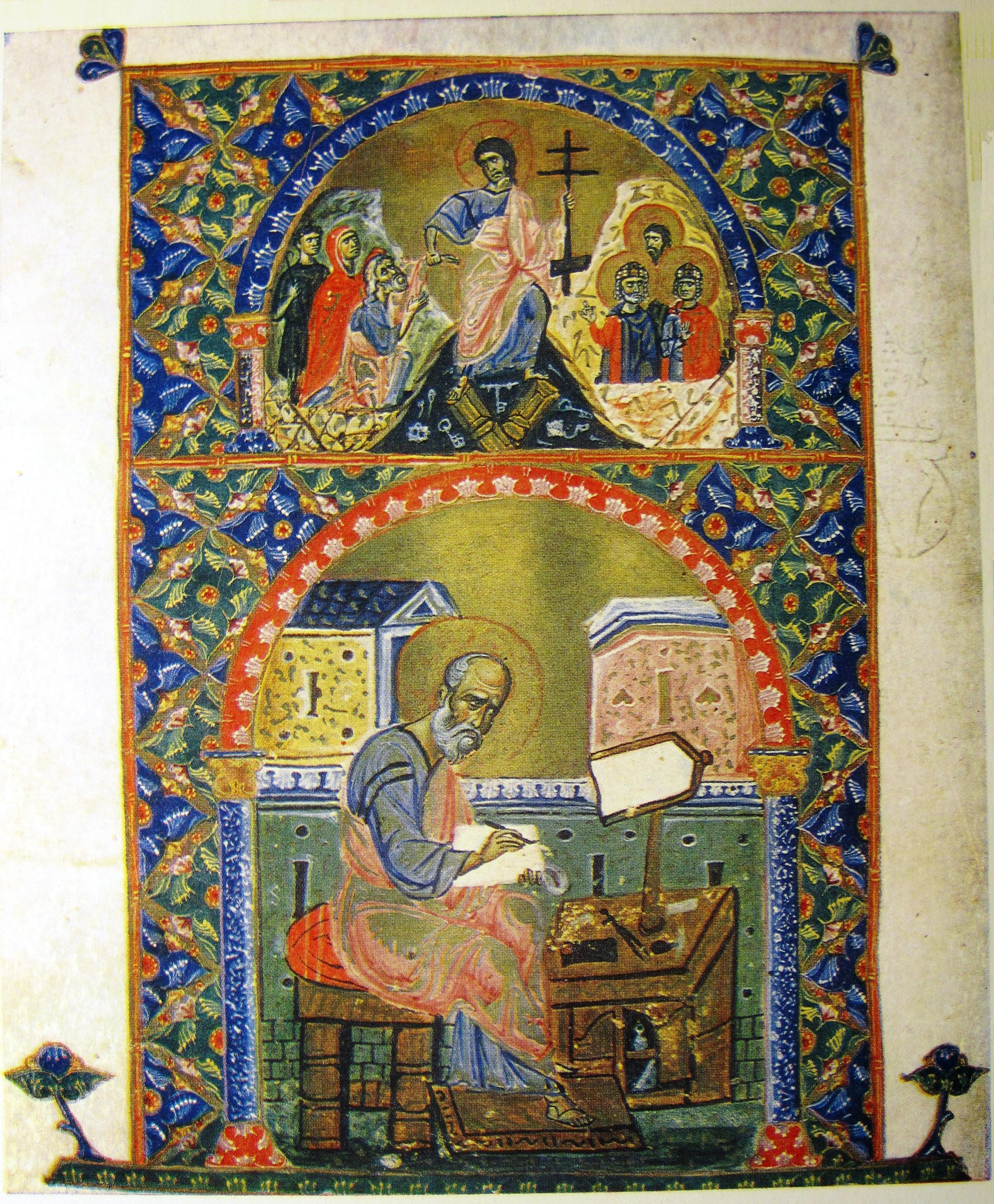
A vani evangéliumok egy oldala (Tbiliszi, Nemzeti Múzeum)

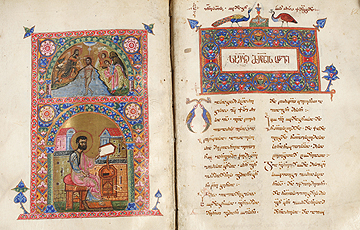
Részlet a vani evangéliumból

A 3744 lakosú Vani város egyúttal közigazgatási központ is, amely 40 szomszédos települést foglal magába (teljes területe 557 km², lakossága a 2014-es adatok szerint 24 512 fő volt).
Vani környéken 1947 óta végeznek szisztematikus régészeti ásatásokat (N. Khoshtaria, O. Lortkiphanidze). Az ásatások alkalmával az ősi Kolkhisz egy gazdag városának maradványait fedezték fel. Ennek az ősi településnek a neve ismeretlen, de a terület megszakítás nélküli lakottságának négy különböző szakaszát azonosították. Az első szakasz a Kr. e. 8. sz. Ebben a periódusban Vani nagy kulturális központnak számított.
A 7. század második felétől, a 6. század elejétől a Kr. e. 4. század első feléig tartott, kulturális rétegek, faszerkezetek maradványai, sziklás földeken vágott áldozati oltárok és gazdag temetkezések képviselik. Feltételezések szerint ebben a szakaszban Vani a Kolkhiszi királyság politikai-közigazgatási egységének központja volt.
A harmadik szakasz a Kr. e. 4. század második felétől a Kr. e. 3. század első feléig terjed. Főleg gazdag temetkezések, kőszerkezetek maradványai képviselik. A negyedik fázisban (a Kr. e. 3. század közepétől a Kr. e. első századig) védekező falak, az úgynevezett kis kapu, szentélyek és kultikus épületek (templomok, oltárok, áldozati platformok) és bronzszobrok öntvényének maradványai kerültek elő. Feltételezik, hogy a Kr. e. időkben Vani templomváros volt. A régészeti adatok szerint a várost a Kr. e. 1. század közepén elpusztították. Ezt követően Vani csak mint falu létezett, hivatalosan csak 1981-ben kapott újra városi rangot.

## Nevezetességek
- Régészeti múzeuma (1985-ben alapították), ahol az ősi Kolkhisz egyedi darabjai kerültek kiállításra.

## A régészeti múzeum anyagából

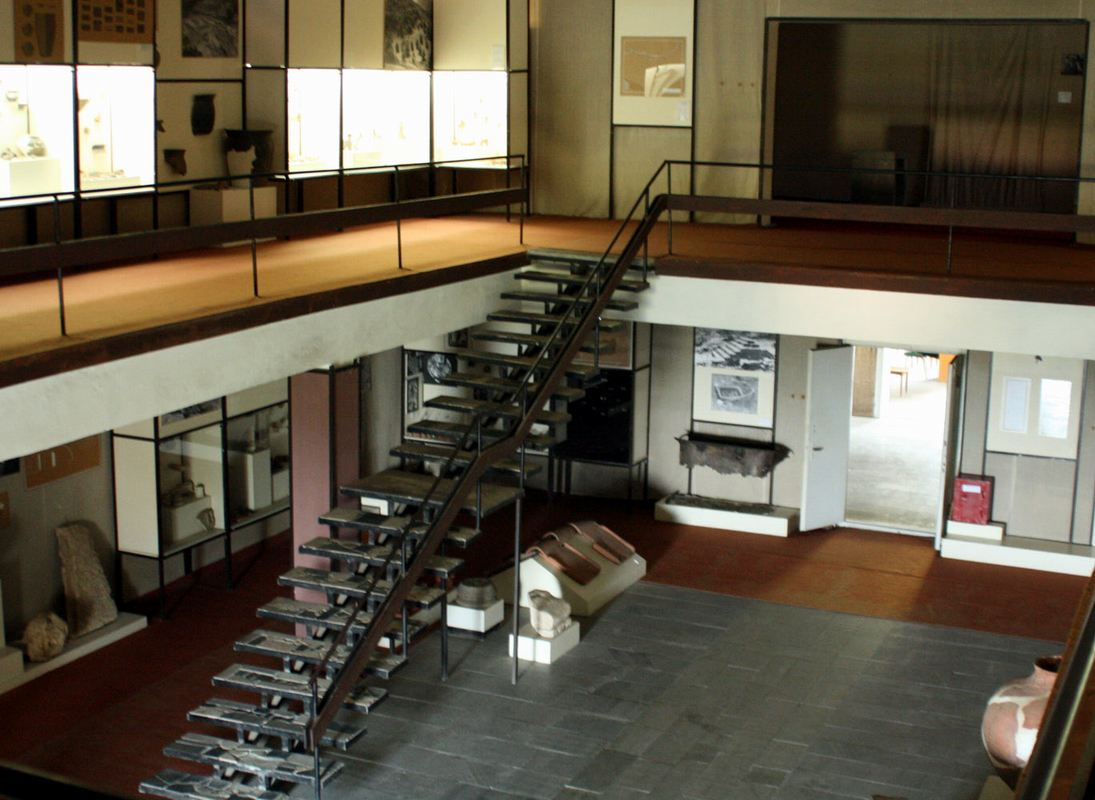
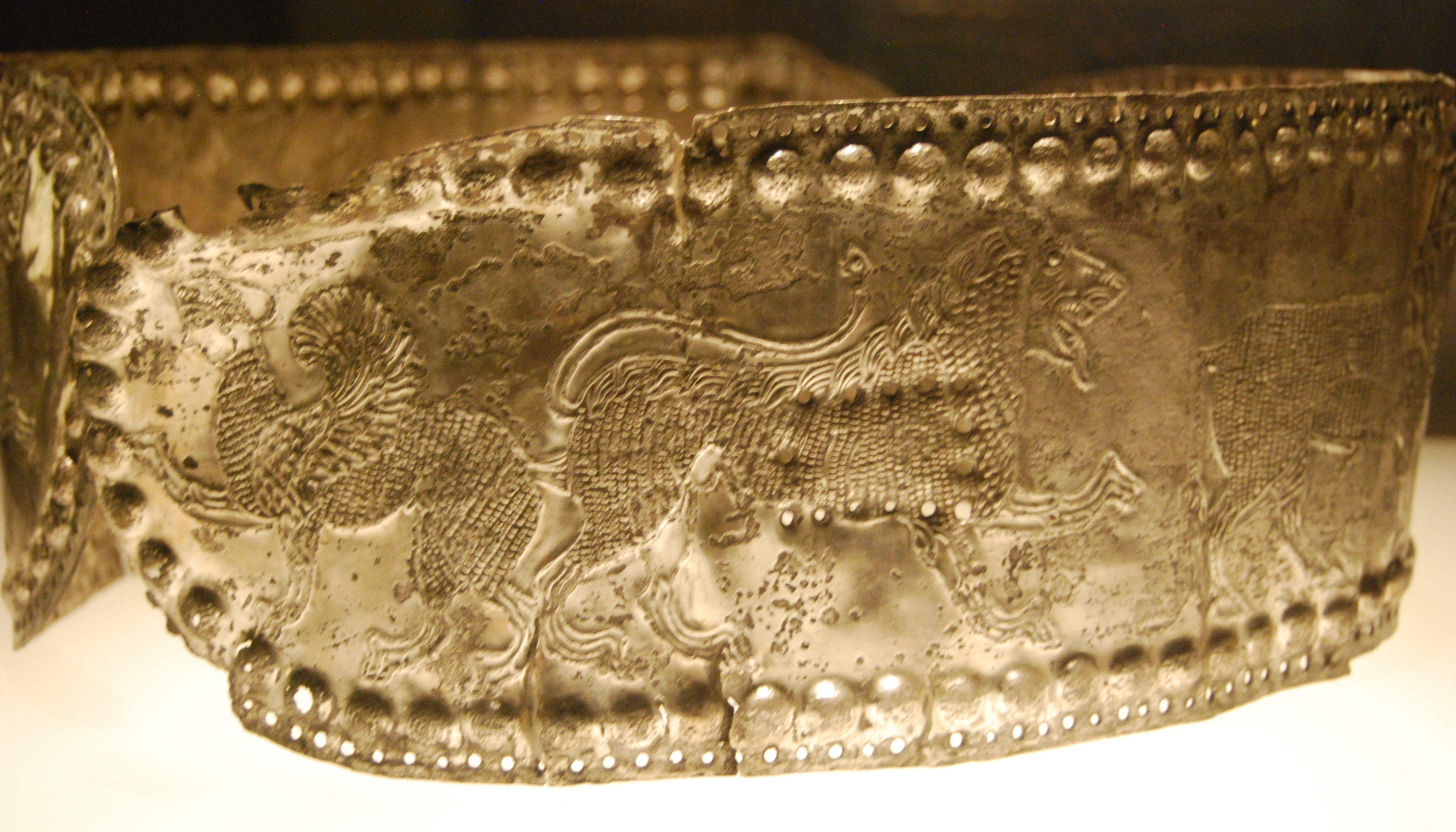
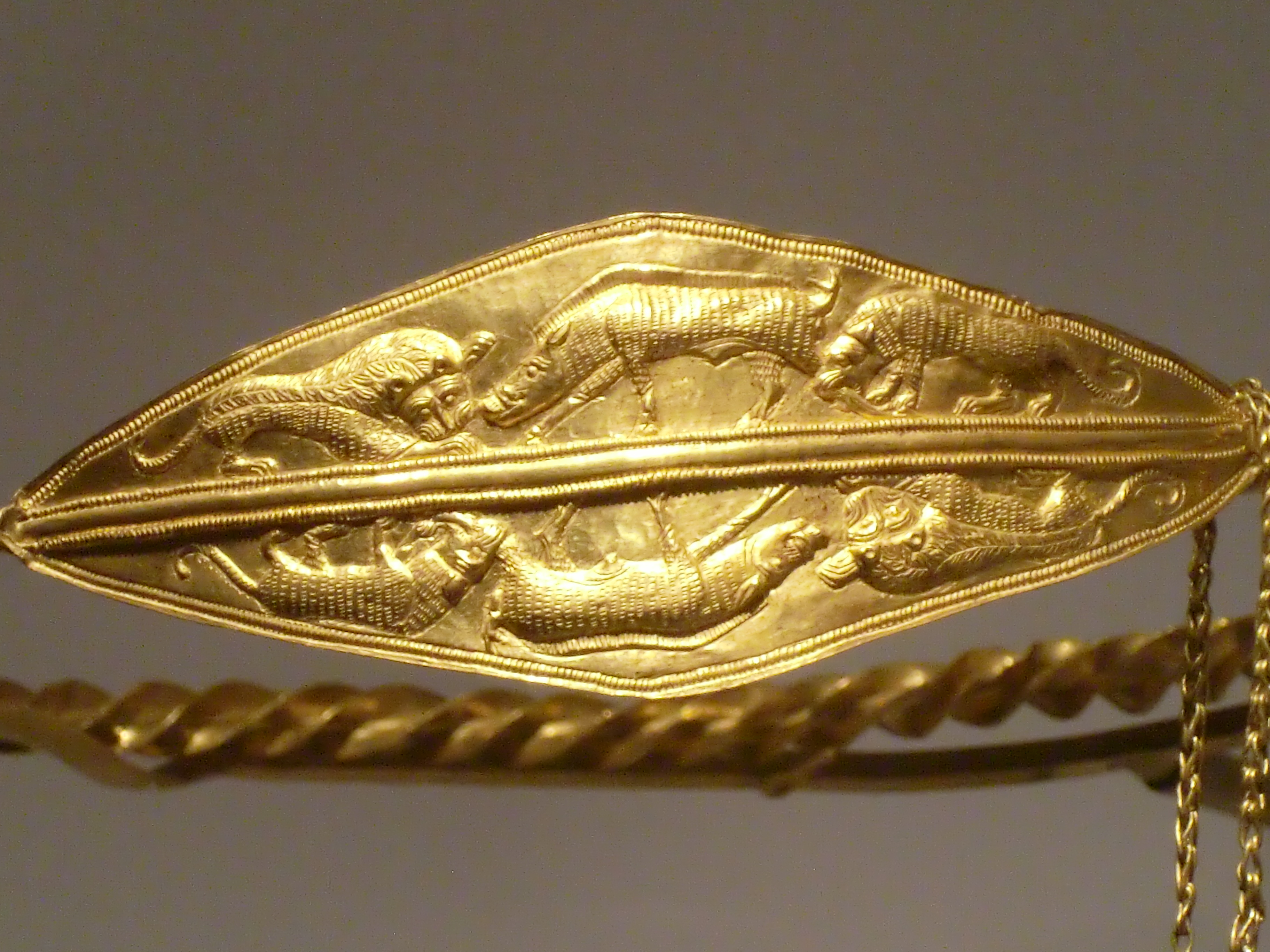
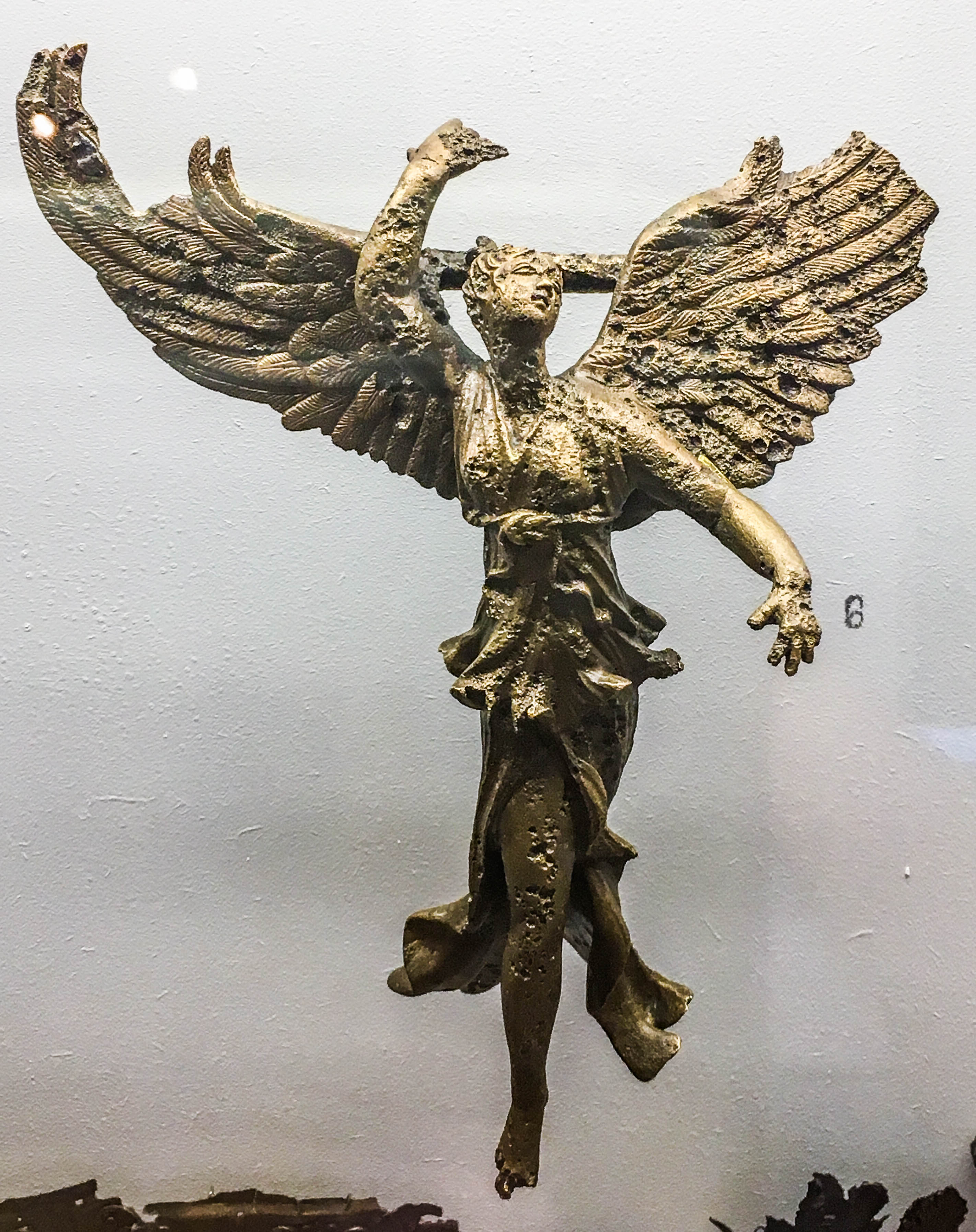
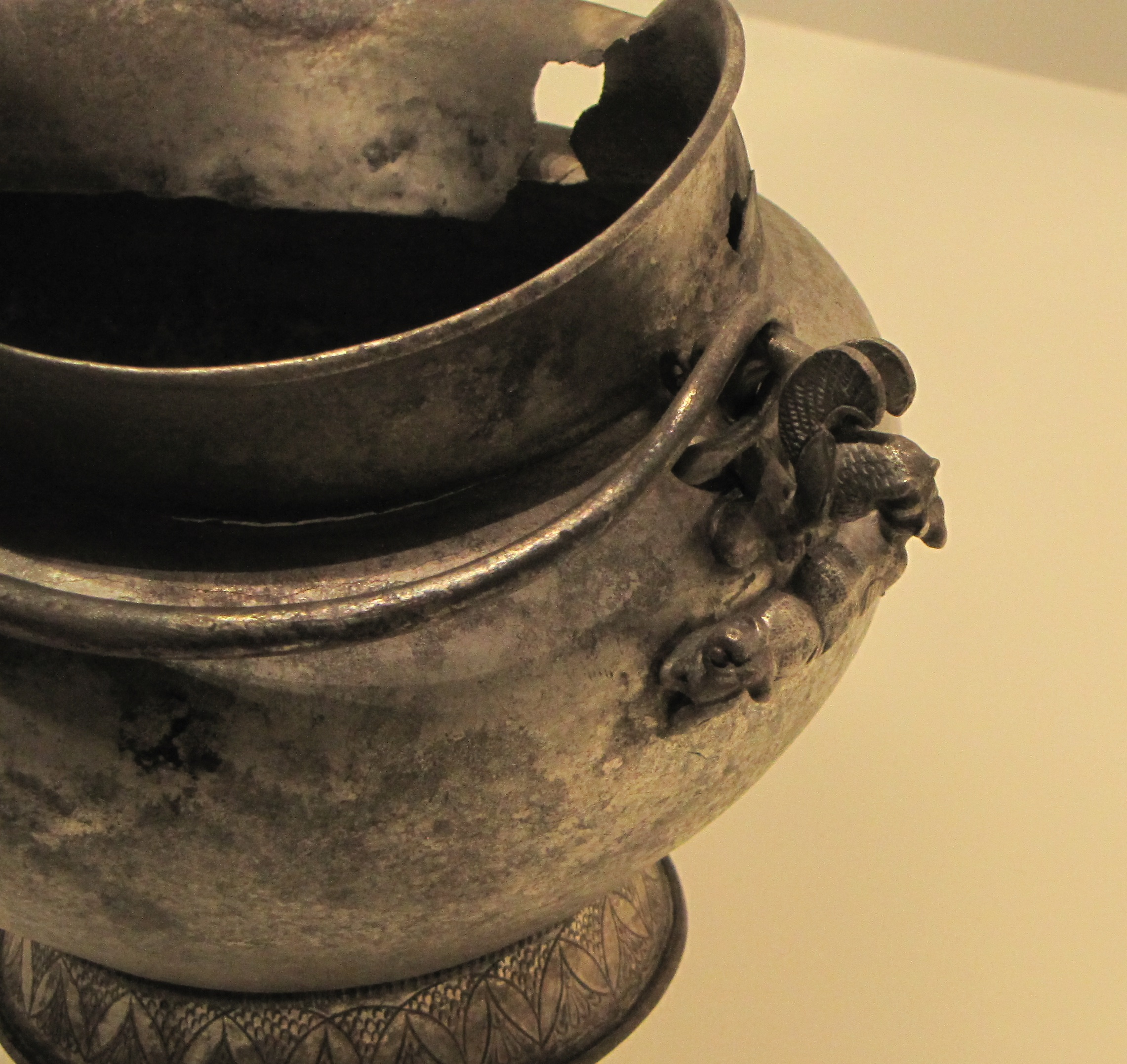
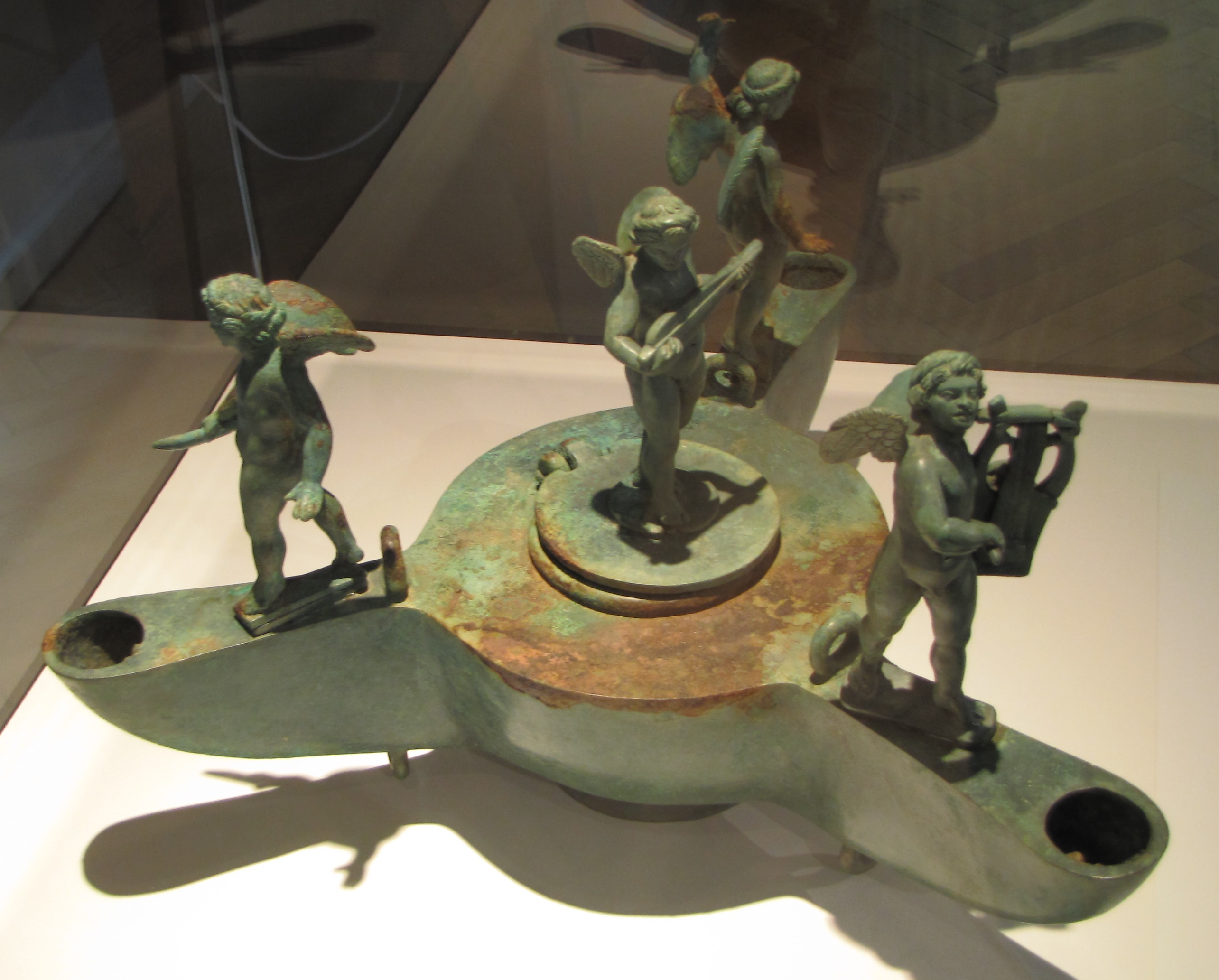

## Galéria

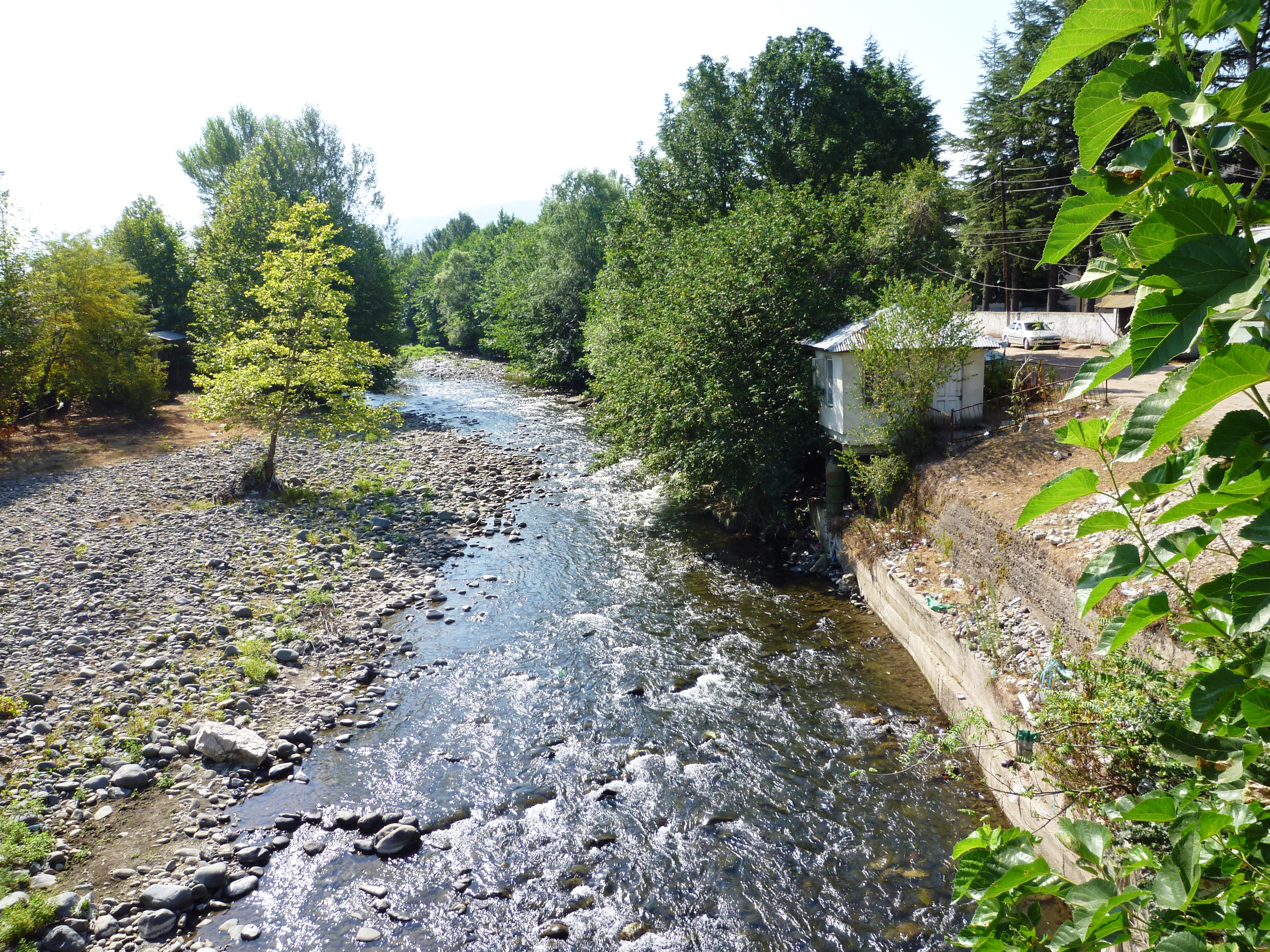
A Sulori folyó Vaninál
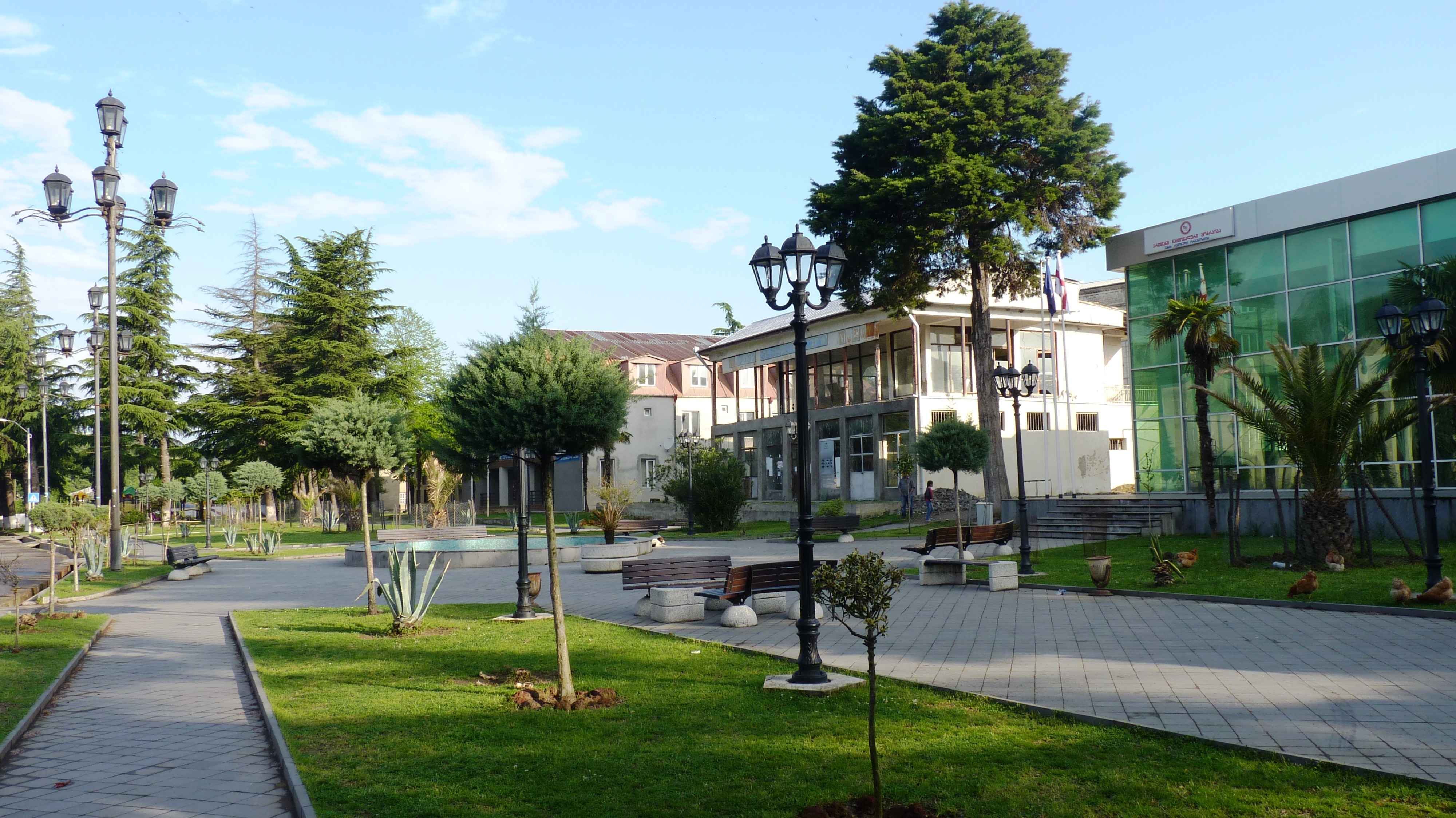
Vani, utcarészlet
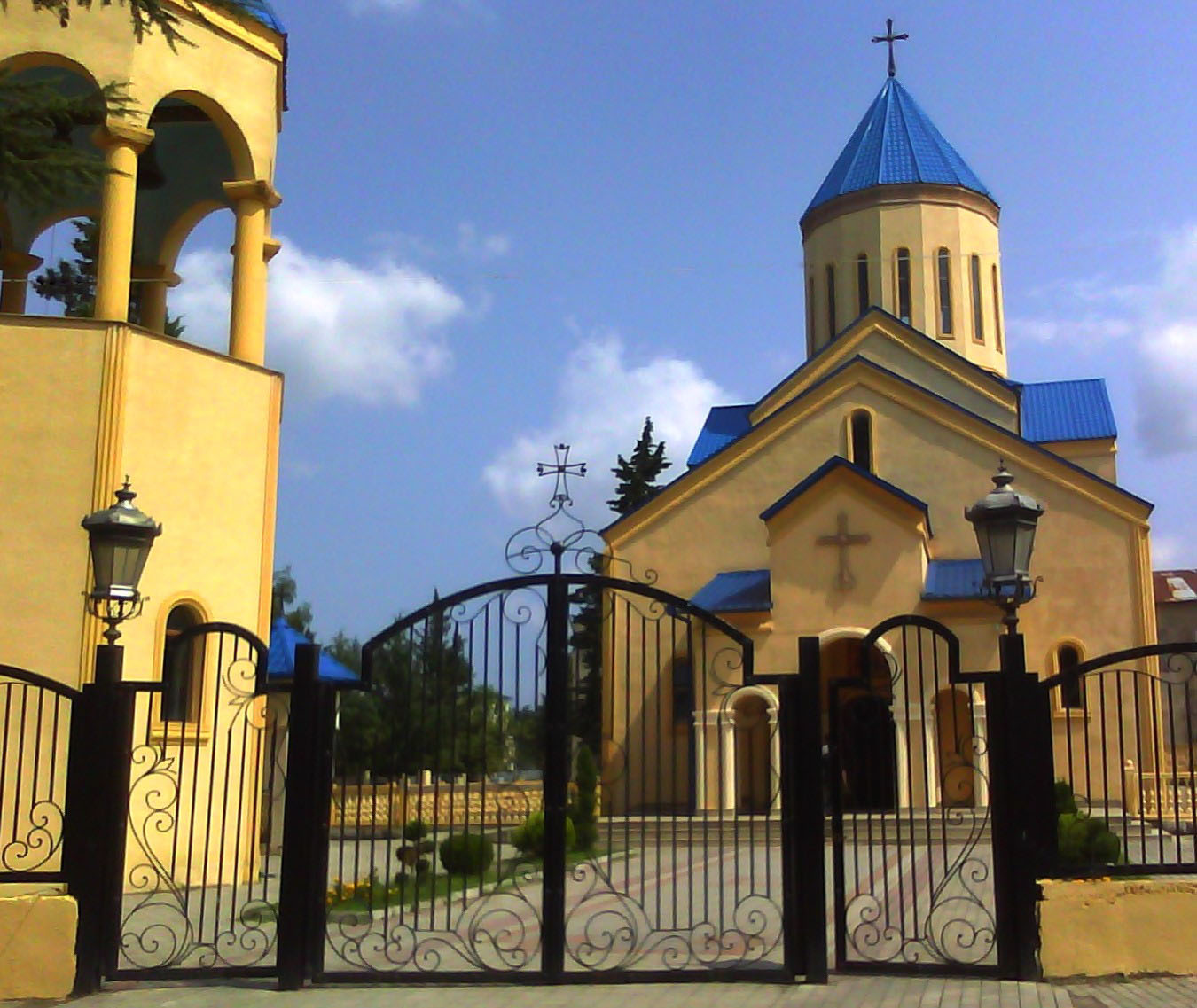
Vani, Katedrális
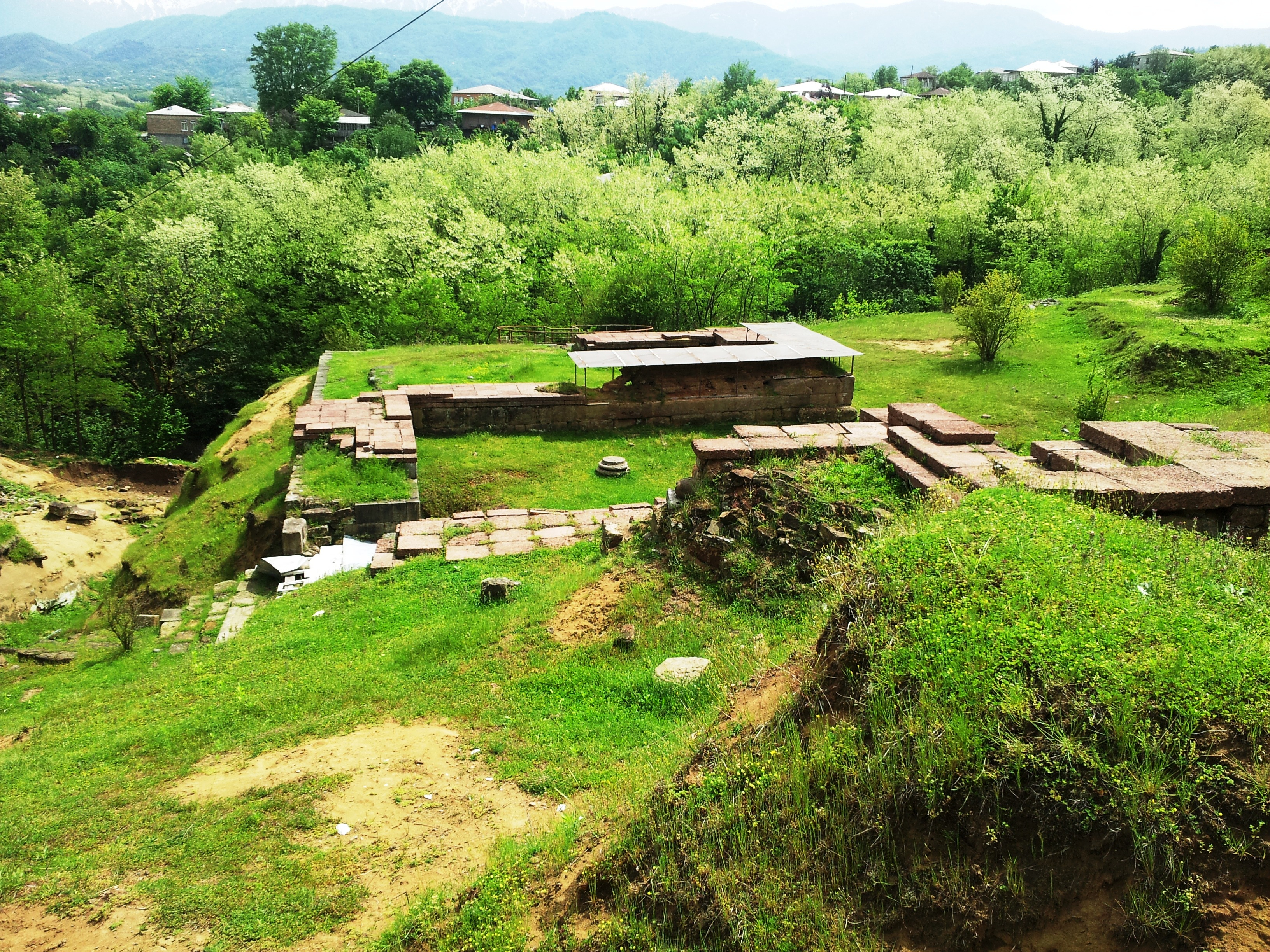
Vani, Arch. múzeum
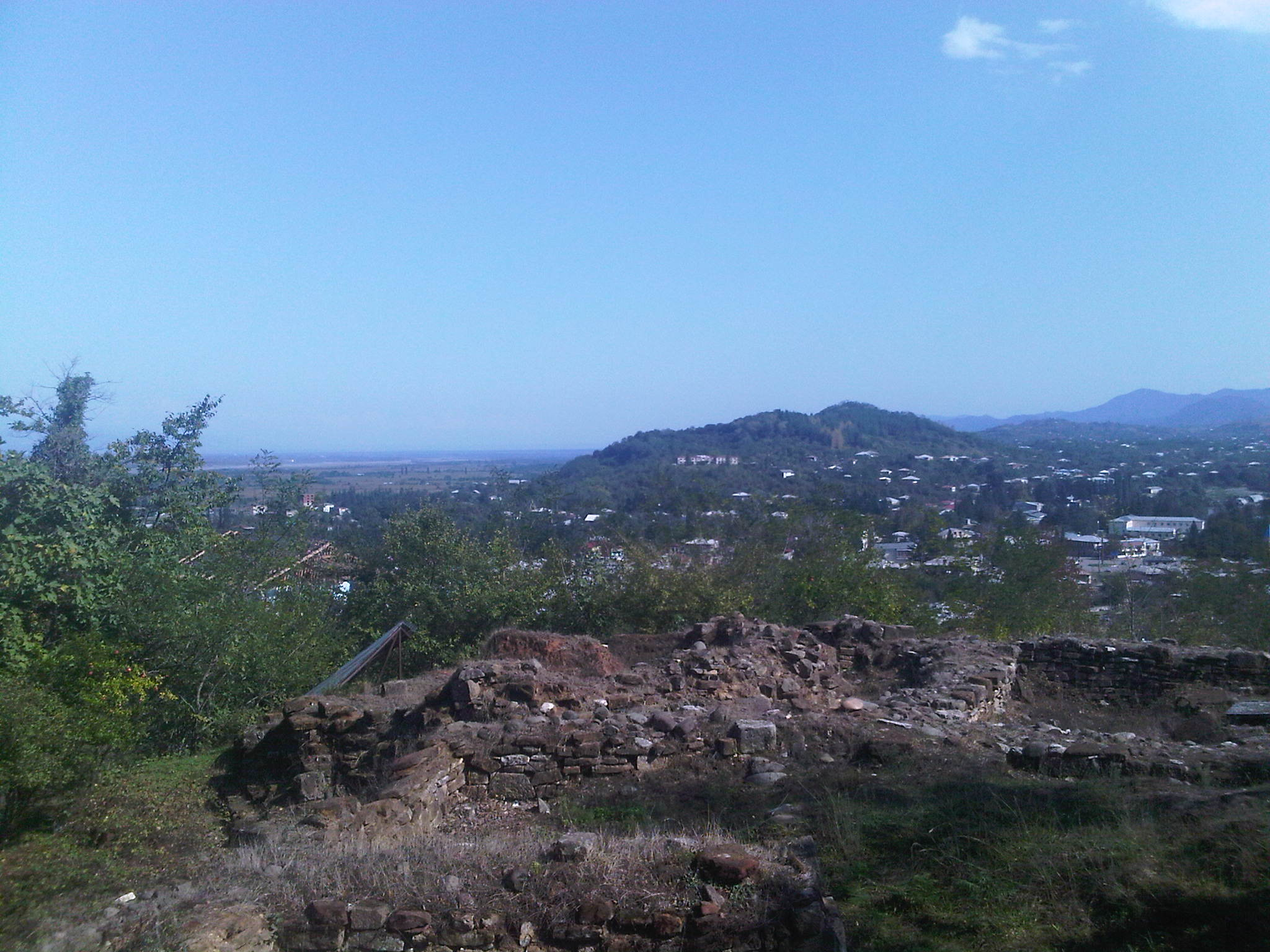
Vani, ásatási terület részlete
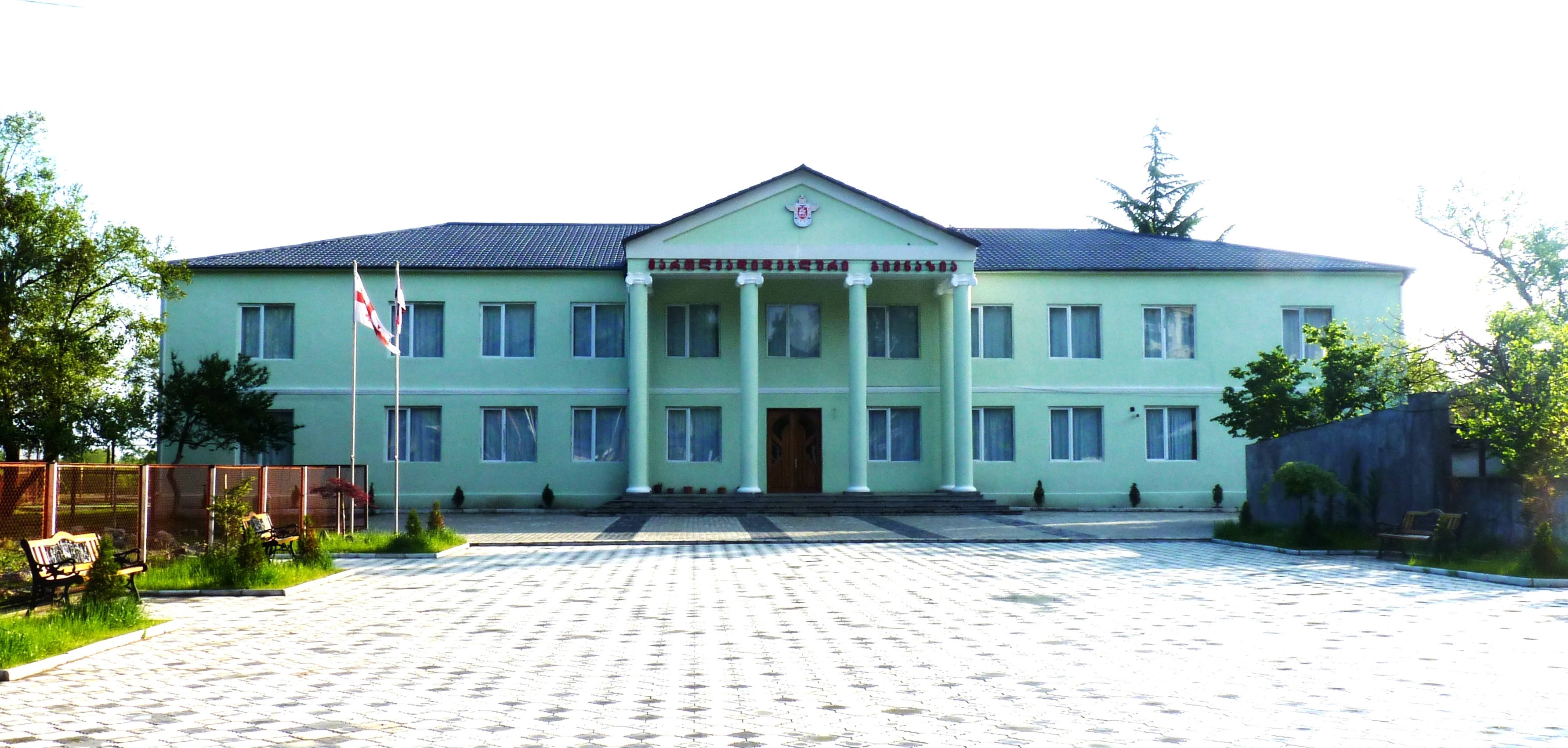
Vani, Orthodox Gimnasium